# Diego La Matina
Fray Diego La Matina (Racalmuto, 1622 – Palermo, 17 de marzo de 1658) fue un religioso italiano, uno de los personajes más interesantes de la historia de la inquisición siciliana, recordado como héroe por unos, entre ellos Leonardo Sciascia en su obra Muerte del inquisidor; para otros fue un villano.

## Biografía
Religioso agustino desde los 22 años, padeció cárcel por ser acusado de «scorridore di campagne». Entró y salió de la prisión al menos en 5 ocasiones, con imputaciones cada vez más graves: blasfemia, injuria, desprecio de las sagradas imágenes y de los sacramentos, herejía, y fue quemado en la hoguera durante el auto de fe del 17 de marzo de 1658, que tuvo lugar en la explanada de la iglesia de San Erasmo, ejecución motivada por la agresión mortal al inquisidor Juan López de Cisneros, que tuvo lugar durante una «entrevista privada».
De la reconstrucción hecha por el historiador Vittorio Sciuti Russi, tras el estudio de la correspondencia entre la inquisición siciliana y la suprema de Madrid, parece que La Matina durante la entrevista tenía las cadenas rotas e hirió de muerte al inquisidor con un hierro de tortura. Este homicidio se sumó al conjunto de delitos de fray Diego, que llevaba casi trece años entrando y saliendo de prisión, a pesar de la sentencia llegada desde Madrid que prefería a fray Diego recluido de por vida en un convento.
El crimen de fray Diego inspiró al escritor Luigi Natoli, que escribió una novela de escaso rigor histórico, pero que se basa en el embrollo de los hechos históricos recogidos por el palermitano Giuseppe D'Alesi (1647 y 1649), relato contemporáneo como el de Masaniello en Nápoles. El novelista sitúa a fray Diego entre dos mujeres (una madre, Isabella; y una hija, Cristina) y un niño (hijo natural de Cristina habido con un hugonote); que a su vez es hostigado por el cura Don Angelo, pariente de Cisneros, que persigue la herencia de las mujeres y quiere convertirse en su tutor. 
Leonardo Sciascia, sin embargo, introduce el tema del delito de honor. En efecto, en su obra pinta a fray Diego como un héroe revolucionario, subrayado por el hecho de que fue el único entre los miles de detenidos por la inquisición de todo el mundo que logró matar a su inquisidor.